# Цебриков, Владимир Иванович
Владимир Иванович Цебриков (?—1879) — генерал-лейтенант, комендант крепости Измаил.
Образование получил во 2-м кадетском корпусе, из которого выпущен 10 февраля 1814 года в полевую пешую артиллерию, служил в Кавказских войсках.
В 1826—1828 годах принимал участие в русско-персидской войне, за отличия был награждён орденом св. Владимира 4-й степени с бантом (в 1826 году), золотой шпагой с надписью «За храбрость» (27 января 1827 года), чином полковника и орденом св. Георгия 4-й степени (25 января 1828 года, № 4144 по кавалерскому списку Григоровича — Степанова). Затем он сражался с турками на Кавказе и неоднократно бывал в походах против горцев, командовал батареей Кавказской гренадерской артиллерийской бригады. С 22 июня 1839 года командовал 13-й артиллерийской бригадой. 9 февраля 1843 года был назначен начальником гарнизонов Сибирского округа артиллерии.
16 апреля 1841 года произведён в генерал-майоры, в 1843 году награждён орденом св. Станислава 1-й степени, в 1847 году получил орден св. Анны 1-й степени (императорская корона к этому ордену пожалована в 1853 году).
В 1853—1855 годах Цебриков принимал участие в Восточной войне, за отличие в 1859 году был удостоен ордена св. Владимира 2-й степени с мечами.
Произведённый 30 августа 1855 года в генерал-лейтенанты Цебриков тогда же был назначен комендантом Измаильской крепости. В 1864 году награждён орденом Белого орла, примерно тогда же был зачислен по запасным войскам.
Скончался в Санкт-Петербурге 11 января 1879 года, похоронен на Лазаревском кладбище Александро-Невской лавры.